# Chicago Film Critics Association Award per il miglior film d'animazione
Il Chicago Film Critics Association Award per il miglior film d'animazione (CFCA for Best Animated Feature) è una categoria di premi assegnata dalla Chicago Film Critics Association, per il miglior film d'animazione dell'anno.
È stata consegnata ininterrottamente dal 2007 in poi.

## Vincitori e candidati
I vincitori sono indicati in grassetto, a seguire gli altri candidati in ordine alfabetico.

### Anni 2000
- 2007
  - Ratatouille, regia di Brad Bird e Jan Pinkava
  - La leggenda di Beowulf (Beowulf), regia di Robert Zemeckis
  - Persepolis, regia di Marjane Satrapi e Vincent Paronnaud
  - I Robinson - Una famiglia spaziale (Meet the Robinsons), regia di Stephen J. Anderson
  - I Simpson - Il film (The Simpsons Movie), regia di David Silverman
- 2008
  - WALL•E, regia di Andrew Stanton
  - Le avventure del topino Despereaux (The Tale of Despereaux), regia di Sam Fell e Robert Stevenhagen
  - Bolt - Un eroe a quattro zampe (Bolt), regia di Chris Williams e Byron Howard
  - Kung Fu Panda, regia di Mark Osborne e John Stevenson
  - Valzer con Bashir (Vals im Bashir), regia di Ari Folman
- 2009
  - Up, regia di Pete Docter e Bob Peterson
  - Coraline e la porta magica (Coraline), regia di Henry Selick
  - Fantastic Mr. Fox, regia di Wes Anderson
  - Ponyo sulla scogliera (Gake no ue no Ponyo), regia di Hayao Miyazaki
  - La principessa e il ranocchio (The Princess and the Frog), regia di Ron Clements e John Musker

### Anni 2010
- 2010
  - Toy Story 3 - La grande fuga (Toy Story 3), regia di Lee Unkrich
  - Cattivissimo me (Despicable Me), regia di Pierre Coffin e Chris Renaud
  - Dragon Trainer (How to Train Your Dragon), regia di Chris Sanders e Dean DeBlois
  - L'illusionista (L'Illusionniste), regia di Sylvain Chomet
  - Rapunzel - L'intreccio della torre (Tangled), regia di Nathan Greno e Byron Howard
- 2011
  - Rango, regia di Gore Verbinski
  - Le avventure di Tintin - Il segreto dell'Unicorno (The Adventures of Tintin), regia di Steven Spielberg
  - Il figlio di Babbo Natale (Arthur Christmas), regia di Sarah Smith
  - Il gatto con gli stivali (Puss In Boots), regia di Chris Miller
  - Winnie the Pooh - Nuove avventure nel Bosco dei 100 Acri (Winnie the Pooh), regia di Stephen J. Anderson e Don Hall
- 2012
  - ParaNorman, regia di Sam Fell e Chris Butler
  - Arrietty - Il mondo segreto sotto il pavimento (Karigurashi no Arrietti), regia di Hiromasa Yonebayashi
  - Frankenweenie, regia di Tim Burton
  - Ralph Spaccatutto (Wreck-It Ralph), regia di Rich Moore
  - Ribelle - The Brave (Brave), regia di Mark Andrews e Brenda Chapman
- 2013
  - Si alza il vento (Kaze tachinu), regia di Hayao Miyazaki
  - La collina dei papaveri (Kokuriko-zaka kara), regia di Gorō Miyazaki
  - I Croods (The Croods), regia di Kirk De Micco e Chris Sanders
  - Frozen - Il regno di ghiaccio (Frozen), regia di Chris Buck e Jennifer Lee
  - Monsters University, regia di Dan Scanlon
- 2014
  - The LEGO Movie, regia di Phil Lord e Christopher Miller
  - Big Hero 6, regia di Don Hall e Chris Williams
  - Boxtrolls - Le scatole magiche (The Boxtrolls), regia di Graham Annable e Anthony Stacchi
  - Dragon Trainer 2 (How to Train Your Dragon 2), regia di Dean DeBlois
  - La storia della Principessa Splendente (Kaguya-hime no Monogatari), regia di Isao Takahata
- 2015
  - Inside Out, regia di Pete Docter e Ronnie del Carmen
  - Anomalisa, regia di Charlie Kaufman e Duke Johnson
  - Shaun, Vita da pecora - Il film (Shaun the Sheep Movie), regia di Richard Starzak e Mark Burton
  - Snoopy & Friends - Il film dei Peanuts (The Peanuts Movie), regia di Steve Martino
  - Il viaggio di Arlo (The Good Dinosaur), regia di Peter Sohn
- 2016
  - Kubo e la spada magica (Kubo and the Two Strings), regia di Travis Knight
  - Oceania (Moana), regia di Ron Clements e John Musker
  - La tartaruga rossa (La Tortue rouge), regia di Michaël Dudok de Wit
  - Tower, regia di Keith Maitland
  - Zootropolis (Zootopia), regia di Byron Howard e Rich Moore
- 2017
  - Coco, regia di Lee Unkrich e Adrian Molina
  - LEGO Batman - Il film (The Lego Batman Movie), regia di Chris McKay
  - Loving Vincent, regia di Dorota Kobiela e Hugh Welchman
  - I racconti di Parvana (The Breadwinner), regia di Nora Twomey
  - Your Name. (Kimi no na wa.), regia di Makoto Shinkai
- 2018
  - Spider-Man - Un nuovo universo (Spider-Man: Into the Spider-Verse), regia di Bob Persichetti, Peter Ramsey e Rodney Rothman
  - Gli Incredibili 2 (Incredibles 2), regia di Brad Bird
  - L'isola dei cani (Isle of Dogs), regia di Wes Anderson
  - Ralph spacca Internet (Ralph Breaks the Internet), regia di Phil Johnston e Rich Moore
  - Ruben Brandt, Collector (Ruben Brandt, a gyűjtő), regia di Milorad Krstić
- 2019
  - Toy Story 4, regia di Josh Cooley
  - Dov'è il mio corpo? (J'ai perdu mon corps), regia di Jérémy Clapin
  - Frozen II - Il segreto di Arendelle (Frozen II), regia di Jennifer Lee e Chris Buck
  - Dragon Trainer - Il mondo nascosto (How to Train Your Dragon: The Hidden World), regia di Dean DeBlois
  - Mister Link (Missing Link), regia di Chris Butler

### Anni 2020
- 2020[1][2]
  - Wolfwalkers - Il popolo dei lupi (Wolfwalkers), regia di Tomm Moore e Ross Stewart
  - La casa lobo, regia di Cristobal León e Joaquín Cociña
  - Onward - Oltre la magia (Onward), regia di Dan Scanlon
  - Shaun, vita da pecora: Farmageddon - Il film (A Shaun the Sheep Movie: Farmageddon), regia di Richard Phelan e Will Becher
  -  Soul (Soul), regia di Pete Docter
- 2021[3][4]
  - Flee (Flugt), regia di Jonas Poher Rasmussen
  - Belle (竜とそばかすの姫), regia di Mamoru Hosoda
  - Encanto, regia di Charise Castro Smith
  - Luca, regia di Enrico Casarosa
  - I Mitchell contro le macchine (The Mitchells vs the Machines), regia di Mike Rianda e Jeff Rowe

- 2022[5][6]
  - Pinocchio di Guillermo del Toro (Guillermo del Toro's Pinocchio), regia di Guillermo del Toro e Mark Gustafson
  - Apollo 10 e mezzo (Apollo 10 1⁄2: A Space Age Childhood), regia di Richard Linklater
  - Mad God, regia di Phil Tippett
  - Marcel the Shell with Shoes On, regia di Dean Fleischer-Camp
  - Red (Turning Red), regia di Domee Shi
- 2023[7][8]
  - Il ragazzo e l'airone (君たちはどう生きるか), regia di Hayao Miyazaki
  - Leo, regia di Robert Marianetti, Robert Smigel e David Wachtenheim
  - Robot Dreams, regia di Pablo Berger
  - Spider-Man: Across the Spider-Verse, regia di Joaquim Dos Santos, Kemp Powers e Justin K. Thompson
  - Tartarughe Ninja - Caos mutante (Teenage Mutant Ninja Turtles: Mutant Mayhem), regia di Jeff Rowe
- 2024[9]
  - Flow - Un mondo da salvare (Straume), regia di Gints Zilbalodis
  - Inside Out 2, regia di Kelsey Mann
  - Memoir of a Snail, regia di Adam Elliot
  - Wallace & Gromit - Le piume della vendetta (Wallace & Gromit: Vengeance Most Fowl), regia di Nick Park e Merlin Grossingham
  - Il robot selvaggio (The Wild Robot), regia di Chris Sanders